# Radomir Pavitchevitch
Radomir Pavitchevitch (né le 17 décembre 1908, mort le 24 juillet 2005) est un légionnaire français d'origine yougoslave, vétéran de la Seconde Guerre mondiale.
Engagé pour cinq ans le 9 décembre 1931, il est affecté au 2e régiment étranger à Oujda en Algérie. Arrivé à Beyrouth avec son unité en juin 1937, il rejoint le 6e régiment étranger d'infanterie (6e REI) dès sa création le 1er octobre 1939. Il gagne ses galons de sous-officier en mars 1941 au sein du régiment étranger du Levant.
Pendant la campagne de Syrie, il combat avec le 6e REI contre les Britanniques et les Français libres.
Rengagé pour la durée de la guerre au sein des Forces françaises libres, il est affecté à la 13e demi-brigade de Légion étrangère (13e DBLE). C'est au sein de la Phalange Magnifique (surnom de la 13e DBLE) qu'il effectue la campagne d'Afrique, au cours de laquelle il est promu au grade de sergent-chef.
Il sert comme chef de section sous les ordres du capitaine Pierre Messmer, alors commandant de compagnie à la 13e DBLE. À la fin du siège de Bir Hakeim, toutes les unités françaises reçoivent l'ordre de forcer le blocus, de nuit, afin de se retrouver derrière les lignes allemandes. Pavitchevitch et ses 5 légionnaires, restés pour couvrir leurs camarades, sont portés disparus. Ils ne sont retrouvés que 5 jours plus tard, à la tête d'une vingtaine de prisonniers de l'Afrika Korps. Pierre Messmer s'inspira plus tard de cet épisode pour écrire une nouvelle intitulée La Patrouille perdue.
Par la suite, il débarque en Italie puis en France en 1944 où il sert comme chef de section. Promu au grade d'adjudant-chef à titre exceptionnel le 11 novembre 1945, il quitte le service actif le 18 décembre 1947.

## Décorations
- Chevalier de la Légion d'honneur
- Médaille militaire
- Croix de guerre 1939-1945 avec une palme et 4 étoiles (deux de vermeil, une d'argent et une de bronze)
- Médaille commémorative de la Seconde Guerre mondiale

## Sources
Képi blanc et Division histoire et patrimoine de la Légion étrangère